# Franco Moretti (calciatore 1928)
Franco Moretti (La Spezia, 2 febbraio 1928 – Le Grazie, 10 marzo 2013) è stato un calciatore italiano, di ruolo difensore.

## Carriera
Gioca per tre stagioni in Serie B con lo Spezia dal 1948-1949 al 1950-1951, anno della retrocessione in Serie C, e colleziona 54 presenze tra i cadetti; in seguito gioca ancora per un anno con i liguri in Serie C con altre 8 presenze.

## Palmarès

### Giocatore

#### Competizioni nazionali
- IV Serie: 1

Carrarese: 1952-1953